# Borkowo (Malechowo)
Borkowo (deutsch Borkow, Kreis Schlawe/Pommern) ist ein Dorf in der polnischen Woiwodschaft Westpommern. Es gehört zur Gmina (Landgemeinde) Malechowo (Malchow) im Powiat Sławieński (Schlawe).

## Geographische Lage
Borkowo liegt etwa 14,0 Kilometer südwestlich der Kreisstadt Sławno (Schlawe) in Hinterpommern an einer Nebenstraße, die von Sławno über Żegocino (Segenthin), Lejkowo (Leikow) und Laski (Latzig) nach Polanów (Pollnow) führt. Das Dorf liegt etwa 30 Meter über NN an einem kleinen Bach, der beiderseits der Dorfstraße zwei Teiche bildet und etwa vier Kilometer weiter nördlich in die Grabowa (Grabow) mündet. Bis 1945 war Borkow Haltepunkt der Schlawer Bahnen an der Kleinbahnstrecke Schlawe–Pollnow.

## Geschichte

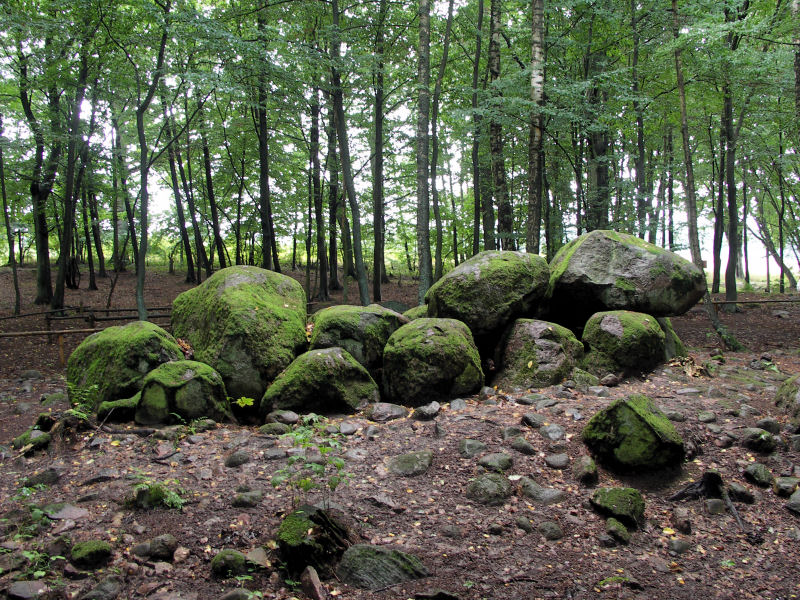
Großsteingräber bei Borkow, hier Grab 1

Aus vorgeschichtlicher Zeit stammen die Großsteingräber bei Borkow, vier Grabanlagen der jungsteinzeitlichen Trichterbecherkultur. Der Ortsname kam auch im Landkreis Landsberg (Warthe) (heute polnisch: Borek) und im Landkreis Lauenburg i. Pom. (Borkowo Lęborskie) vor. Anfang des 17. Jahrhunderts wurde Borkow durch Brandstiftung total vernichtet. Danach lag der Ort eine Zeit lang wüst, bis der Grundherr zwei Landhufen wieder mit neuer Hofwehr versah und besetzte. Vorher hatte Borkow neun Bauernhöfe. 1811 wurde die Bauernbefreiung durchgeführt.
Borkow war früher ein Guts- und Bauerndorf. Bis 1530, nach anderen Quellen längstens vor 1534, gehörte das Dorf und damit das Gut der Familie von Manteuffel. Dann ging dies an die Familie von Natzmer. Das Adelsgeschlecht bildete bald eine eigene Familienlinie Borkow heraus, die direkten Vorfahren waren Amtshauptleute auf Schloss Pretzsch an der Elbe oder wie Wulf Heinrich von Natzmer (1735–1787) Domherr zu Kammin, Gutsbesitzer in mehreren Dörfern in Pommern und aktiver Offizier, hier Oberst und Kommandant der Garnison Kolberg, wurde. Sein Sohn Karl von Natzmer (1769–1822), verheiratet mit der bürgerlichen Johanna Rauer, war Gutsherr auf Borkow, und ebenso Domherr zu Kammin, zudem preußischer Hauptmann. Ihr zweiter Sohn Wilhelm von Natzmer (1801–1865) heiratete mit Karoline von Natzmer (1824–1870) eine entfernte Cousine. Da der älteste Sohn, Oberst Karl Chlodwig von Natzmer, als Oberst 1905 früh starb, ging die Begüterung Borkow im Minorat endgültig an den jüngsten Sohn Hans von Natzmer (1853–1933), zuvor gehörte Bolkow einer Erbengemeinschaft der Geschwister.  Die Familie von Natzmer hatte das Gut bis etwa 1927 in Besitz. Der letzte Natzmer verkaufte das 760 ha Rittergut nach dem Tod seiner Frau Gabriele von Küster. Zuvor waren drei ihrer Söhne im Ersten Weltkrieg geblieben. Seine jüngste Tochter Reneta von Natzmer war im Widerstand gegen das NS-Regime und wurde 1935 als Spionin hingerichtet.
Der zuvor juristisch eigenständige Gutsbetrieb umfasste bis 1927 fast 700 ha und wurde dann aufgesiedelt. Das Gut fand keine amtliche Aufnahme mehr in die Güter-Adressbücher der Provinz Pommern. Letzter Besitzer des Restgutes von immerhin noch 400 Hektar war der Tierarzt Paul Korsanke, der im April 1945 – nach kurzer Zivilinternierung in Thorn (polnisch: Toruń) krank entlassen nach Borkow heimgekehrt – von den Russen erschossen wurde.
Vor 1945 war Borkow mit den Ortschaften Leikower Mühle (Lejkówko), Limbrechtshöhe und Limbrechtshof (Darskowo) ein Teil der Gemeinde Leikow (Lejkowo) und gehörte zum Amtsbezirk Soltikow (Sulechowo) im Landkreis Schlawe i. Pom. im Regierungsbezirk Köslin. In Soltikow war auch das zuständige Standesamt, während das Amtsgericht in Schlawe angesiedelt war.
Gegen Ende des Zweiten Weltkriegs wurde Borkow 1945 von der Roten Armee eingenommen und besetzt. Zusammen mit ganz Hinterpommern wurde der Ort anschließend von der sowjetischen Regierung unter polnische Verwaltung gestellt. Borkow wurde in Borkowo umbenannt. Es begann nun die Zuwanderung von Polen und Ukrainern aus Gebieten östlich der Curzon-Linie. Die ortsansässige deutsche Bevölkerung wurde aufgrund der Bierut-Dekrete vertrieben. Die Ortschaft ist heute ein Teil der Gmina Malechowo im Powiat Sławieński in der Woiwodschaft Westpommern (bis 1998 Woiwodschaft Koszalin).

## Kirche
Die Einwohnerschaft von Borkow war vor 1945 überwiegend evangelischer Konfession. Das Dorf gehörte zur Kirchengemeinde Klein Soltikow (heute polnisch: Sulechówko), die ihrerseits in das Kirchspiel Nemitz (Niemica) integriert war. Es lag im Kirchenkreis Rügenwalde (Darłowo) der Kirchenprovinz Pommern der evangelischen Kirche der Altpreußischen Union. Letzter deutscher Geistlicher war Pfarrer Martin Voßberg.
Heute sind die Bürger von Borkowo meist Glieder der katholischen Kirche. Das Pfarramt ist nunmehr in Sulechówko (Klein Soltikow) angesiedelt, und der frühere Pfarrsitz in Niemica (Nemitz) ist zugeordnet. Sulechówko gehört zum Bistum Koszalin-Kołobrzeg (Köslin-Kolberg). Die evangelischen Kirchenglieder werden heute vom Pfarramt Koszalin (Köslin) in der Diözese Pommern-Großpolen der Evangelisch-Augsburgischen (d. h. lutherischen) Kirche in Polen betreut.

## Schule
Die einklassige Schule wurde während des Siedlungsverfahrens um 1930 erbaut und lag – mit gegenüberliegendem Sportplatz – westlich des Gutshofes. Letzter deutscher Lehrer vor 1945 war Erich Lemke.